# Rildo Hora
Rildo Alexandre Barreto da Hora (Caruaru, 20 de abril de 1939) é um gaitista, violonista, cantor, compositor, arranjador, maestro e produtor musical brasileiro.

## Biografia
Rildo Alexandre Barreto da Hora, nasceu em Caruaru no dia 20 de abril de 1939. É um gaitista, violonista, cantor, compositor, arranjador, maestro e produtor musical brasileiro
Seu pai, Misael Sérgio Pereira da Hora, alagoano, foi dentista, e a mãe, Cenira Barreto Hora, pernambucana, foi sua primeira professora de teoria musical e piano.
Em 1945 mudou-se com a família para a cidade do Rio de Janeiro, indo morar no subúrbio carioca de Madureira. Aos seis anos de idade, interessou-se por harmônica de boca. Tornou-se autodidata passando a estudar o instrumento, mesmo sem mestre. Desenvolveu a sua técnica tocando frevos e choros que ouvia no rádio. Estudou harmonia, contraponto e composição na Escola de Música Pró-Arte com o maestro Guerra Peixe, que escreveu especialmente para ele "Suite quatro coisas". Teve aulas de violão com Meira e com Oswaldo Soares e freqüentou outros cursos no Centro de Estudos Musicais.
Ainda criança, frequentava o botequim do Seu João Valentim e o bar do Nozinho, próximos a sua casa, em Madureira, apreciando o samba dos mestres Candeia, Waldir 59, Chico Santana, Alvaiade e Manacéa, entre outros da Portela.
Aos 11 anos, tocava em festas populares pelos subúrbios do Rio de Janeiro. Apresentou-se na Rádio Mayrink Veiga, no Programa Trem da Alegria, comandado pelo "Trio de Osso" (Lamartine Babo, Heber de Boscoli e Iara Sales). Nesta época, conheceu o violonista Mão de Vaca (Manoel da Conceição) e apresentou-se no programa "A Hora do Pato", na Rádio Nacional, passando a freqüentar a emissora.
Aos doze anos venceu o Concurso das Gaitas Hering, na Rádio Mauá do Rio de Janeiro, patrocinado pela fábrica de Gaitas Hering. Foi convidado por Fred Williams a fazer parte do grupo de gaitistas do programa.
Tocou cavaquinho em shows circenses acompanhando cantores, e como solista de gaita de boca. Tomou parte também do programa 'Festival de Gaitas' na Rádio Nacional. Em 1958, junto com Sérgio Leite e Luis Guimarães formou o trio 'Malabaristas da Gaita'. No ano seguinte fez sua primeira composição com Gracindo Jr. "Brigamos com o amor", gravada por Carminha Mascarenhas. Na época da Bossa Nova, passou a tocar violão e a cantar. 
Em 1960, pelo selo Pawal, gravou um disco de 78 rpm com duas músicas: "Anjo" (c/ Alcino Diniz) e "Nem uma luz brilhou", de Gilvan Chaves.
Em 1961, quando trabalhava na Boate Carioca 'Cangaceiro', compôs com Clóvis Melo "Canção que nasceu do amor" lançada por Cauby Peixoto, regravada mais tarde por Elizete Cardoso. No ano seguinte Alaide Costa gravou, dele e Gracindo Junior, "Como eu gosto de você", com arranjo de César Camargo Mariano. Acompanhou Elizete Cardoso como violonista em shows por todo o Brasil de 1965 a 1967.
A partir do ano de 1968 passou a trabalhar como produtor musical, a convite de Geraldo Santos, trabalhando na gravador RCA. Sua primeira produção foi o LP 'Música Nossa', seguida dos discos de Antonio Carlos e Jocafi, João Bosco, Martinho da Vila e Maria Creuza. A partir daí foi estudar harmonia, contra ponto e composição com o maestro Guerra Peixe. 
No ano seguinte, em 1969, são gravadas, de sua autoria, "Luciana e o mar" por Cyro Monteiro; "Nosso amanhã" (c/ Humberto Reis) por Sérgio Carvalho e "A estrela e o astronauta" (c/ Mário Castro Neves) por Clara Nunes, anteriormente cantada no Festival da Canção de Juiz de Fora por Ivany de Moraes.
No ano de 1971, produziu o disco "Memórias de um sargento de milícias", de Martinho da Vila e um LP carnavalesco com vários artistas, no qual Mário Alves interpretou a sua canção "A vida não me leva". Ainda em 1971 lançou o LP "A vez e a hora de Rildo Hora", pela RCA Victor, no qual incluiu "A canoa" (c/ Sérgio Bittencourt), "Panorama segundo Rodrigo" (c/ Antônio Carlos), "O saci-pererê" (c/ Humberto Reis) e "O contador de estórias", em parceria com Gracindo Júnior, entre outras.
Em 1973, participou como gaitista, da gravação do LP "Pérola Negra", de Luiz Melodia, na música "Estácio Holly Estácio". No mesmo ano, foi produtor do LP "João Bosco", disco de estréia do cantor e compositor mineiro.
Produziu no ano de 1978 o disco "Tendinha" de Martinho da Vila, no qual se destacou o sucesso "Amor não é brinquedo" (Martinho da Vila e Candeia). No ano posterior, Ataulfo Alves Júnior, com produção sua, gravou "Velha-Guarda da Portela" e "Os Meninos da Mangueira", ambas compostas com Sérgio Cabral. 
Em 1987 executou na Sala Cecília Meireles, no Rio de Janeiro, o "Concerto para Harmônica e Orquestra", de Villa-Lobos, sob a regência do maestro Davi Machado. Em 1988, interpretou a "Suíte quatro coisas" de Guerra Peixe, escrita e orquestrada especialmente para ele.
Desde então, trabalhou com vários artistas brasileiros tais como: Martinho da Vila, Mariza Rossi, Luiz Gonzaga, Jair Rodrigues, Carlos Galhardo, Vicente Celestino,Clara Nunes, Maria Creuza, Chiquinho do Acordeom, entre outros.
Em 1992, lançou o CD "Espraiado", pela gravadora Caju Music, no qual interpretou "Cabriola", "Pipoca no fogo", "Chorinho nervoso pro Hermeto Pascoal", "Cóe, cóe", todas de sua autoria, e ainda "A implosão da mentira ou o episódio do Riocentro", "Canção que nasceu do amor", além da faixa-título, "Espraiado". O disco contou ainda com uma composição de seu filho Misael, "Baião de flor". Distribuído nos Estados Unidos pela etiqueta Milestone, foi incluído pela crítica americana entre os 10 melhores discos de jazz latino. 
Em 1998, a gravadora Visom, pela série "Virtuoso", compilou dois CDs de sua autoria: "Rildo Hora e Cia de Cordas" e "Rildo Hora e Romero Lubambo". Fez a produção do primeiro disco solo de Walter Alfaiate pela gravadora Alma. 
Lançou no ano de 2000 o "Casa de samba volume 4", com a Velha Guarda da Portela e Alcione, Dudu Nobre e João Bosco, Noite Ilustrada e Cássia Eller, entre outras duplas inusitadas.
Em 2001 fez a produção do disco "Chorinho" para a gravadora alemã Teldec. Neste disco, participaram Altamiro Carrilho, Carlos Malta, Sivuca, Henrique Cazes, Época de Ouro, Pedro Amorim, Joel Nascimento, Maria Teresa Madeira e Ademilde Fonseca.

## Gravações
- Anjo/Nem uma luz brilhou - Selo Pawal, 78 RPM, 1960
- Rildo Hora - Copacabana Som, LP, 1962
- Rildo Hora em ritmo de dança - Copacabana Som, LP, 1963
- Rildo Hora no Bar do Cangaceiro - Copacabana Discos, Compacto duplo, 1964
- Canta brasil (vários) Romênia, LP, 1965
- Samba made in Brasil - Copacabana Discos, LP, 1965
- Pickles/Coisinha especial - RCA Victor, Compacto simples, 1966
- Musicanossa (vários) RCA Victor, LP, 1968
- A vez e a hora de Rildo Hora - RCA Victor, LP, 1971
- Manoela/Patrícia - RCA Victor, Compacto simples, 1974
- Rildo Hora & Sérgio Cabral - RCA Victor, LP, 1980
- Sanfona & realejo - Sivuca & Rildo Hora, LP, 1987
- O tocador de realejo - LP, 1987
- Autonomia (c/ Romero Lubambo) - Visom Digital, LP, 1990
- Espraiado - Caju Music, CD, 1992
- Você não me pega (Infantil) - RGE, CD, 1995
- Romance. Rildo Hora e Cia de Cordas - Visom Digital, CD, 1996
- Guerra Peixe - música de câmara, Selo Rob Digital, CD, 1996
- Virtuoso - Visom, CD, 1998
- Sanfona e realejo (c/ Sivuca) - Warner, CD, 2001
- Ordem do Mérito Nacional - (vários)- Eldorado/Sony, CD, 2002
- Ano novo (c/ Maria Teresa Madeira) - Rob Digital, CD, 2003
- João Alexandre - No Outro Lado do Mar (como participação especial) - Voz &Violão Studio, CD, 2009

## Composições
- "Brigamos com o amor" (com Gracindo Júnior)
- "Canção que nasceu do amor" (com Clóvis Mello)
- "Tranqüilidade demais" (com Humberto Reis)
- "O som do amor puro" (com Humberto Reis)
- "Saci-pererê" (com Humberto Reis)
- "Você" (com Clóvis Mello)
- "Um sonho pra dois" (com Clóvis Mello)
- "Zequinha" (com Clóvis Mello)
- "Tema do amor triste" (com Clóvis Mello)
- "Canção que nasceu do amor" (com Clóvis Mello)
- "Como eu gosto de você" (com Gracindo Júnior)
- "Anjo" (com Alcino Diniz)
- "Caminhando… Soluçando" (com Humberto Reis)
- "Adeus, nossa canção de amor" (com Humberto Reis)
- "Parceria com a saudade" (com Paulo Gracindo)
- "Coração bebop"  (com Paulo Gracindo)
- "Banca de pobre" em parceria com Humberto Reis
- "Visgo da Jaca" (com Sérgio Cabral)
- "Os Meninos da Mangueira" (com Sérgio Cabral)